# Кальдес
Кальдес (італ. Caldes) — муніципалітет в Італії, у регіоні Трентіно-Альто-Адідже,  провінція Тренто.
Кальдес розташований на відстані близько 520 км на північ від Рима, 36 км на північ від Тренто.
Населення — 1105 осіб (2014).

## Демографія
Населення за роками:

Станом на 1 січня 2023 року в муніципалітеті офіційно проживали 54 іноземці з 12 країн, серед них 36 громадян країн Євросоюзу.

## Сусідні муніципалітети
- Брезімо
- Кавіццана
- Чис
- Клес
- Мале
- Терцолас